# قانون الجنسية المغربية
قانون الجنسية المغربية هو جزء من الظهير المغربي (مرسوم) لـ 6 سبتمبر 1958، الجريدة الرسمية العدد 2394. وبصفة عامة، تنتقل الجنسية المغربية عن طريق الدم (الأب والأم) أو عن طريق الولادة بالمغرب. ولكن هذا يعطي الحق للذكور المغاربة منح جنسيتهم لأطفالهم ولزوجاتهم الاجنبيات، ومنذ آخر تحديث أصبح هذا ممكن أيضا بالنسبة للمرأة المغربية. الهدف من هذا التحديث هو أن يحذو المغرب في الآونة الأخيرة الإصلاحات في مجال حقوق الإنسان، وأهمها قانون الأسرة المغربي ويدعى مدونة الأسرة التي تهدف إلى مكافحة عدم المساواة بين الجنسين. وقد تم ذلك بعد الكثير من النقاش في وسائل الإعلام.

## القانون
القانون الذي يغطي الجنسية المغربية صدر في عام 1958، بعد عامين من استقلال المغرب. تضم المدونة سبعة فصول و 46 مادة. الفصول الرئيسية من القانون ما يلي:

### جنسية بالبنوة
ومنذ آخر تحديث، تقول المادة 6 من قانون الجنسية المغربي: الطفل المولود من أب مغربي، أو الطفل المولود من أم مغربية هو مواطن مغربي.

### جنسية بموجب القانون
وفقا للمادة 7، فإن أي طفل (ة) يولد في المغرب من أم مغربية وأب أجنبي، وهو (هي) مواطن (ة) مغربي (ة) ان قام (ت) في وقت الإعلان، بالإقامة المتتالية في المغرب.
أي طفل يولد في المغرب من أبوين أجنبيين، الذان ولدا بدورهما بعد رفع القانون حيز التنفيذ، هو مواطن مغربي (المادة 9). الاشخاص الذين حصلوا على الجنسية المغربية بتأثير القانون يمكنهم المطالبة بنفس الحقوق التي يتمتع بها المغاربة الحاصلين على الجنسية بالأصل (البنوة).

### جنسية مزدوجة
الاشخاص الذين يحملون جنسية مزدوجة لا يفقدون الجنسية المغربية. ومع ذلك، يمكن أن تخلق مشاكل للأشخاص الذين لهم أيضا جنسية البلدان التي لا تسمح لرعاياها بتعدد الجنسية. وهاتان الحالتان هما اليابان (قانون الجنسية الياباني) وكوريا الجنوبية (قانون الجنسية لكوريا الجنوبية). خلاف المغرب فإن كوريا الجنوبية واليابان لا تسمحان لرعاياهما بالحفاظ على جنسيات متعددة في سنوات النضج.

## الاصلاحات
في يوليو 2005، عقب الإصلاحات القانونية والاجتماعية الواسعة في المغرب، أعلن الملك محمد السادس، في خطاب ألقاه بمناسبة الذكرى السادسة لاعتلائه العرش، أنه سيتمكن للمرأة المغربية من نقل جنسيتها إلى الأطفال الذين يولدون من أب غير مغربي. وطالب الحكومة بأن تقدم إليه اقتراحات معقولة لتعديل قانون الجنسية، والتأكد من أن التعديلات المقترحة تتطابق مع قانون الأسرة.

## وصلات خارجية
- وزارة العدل بالمملكة المغربية. قانون الجنسية المغربية
- (بالفرنسية) قانون الجنسية المغربي - وزارة الإتصال المغربية
- (بالإنجليزية) The Gender and Citizenship Initiative: Country Profiles: Morocco - UNDP
- (بالعربية)(بالفرنسية) الصفحة الرسمية لجواز السفر البيومتري المغربي

## قراءة أخرى
- علي بنجلون; «قانون الجنسية المغربية», يونيو 1959, صفحة 241.
- Guilho, Pierre; "La nationalité marocaine", éd. Laporte, Librairie de Médicis, 1961.